# يبسكتسيا
يبيسكتسيا (من العبرية: יבסקציה أو الروسية:ЕвСекция) والتي تعرف بالقسم اليهودي التابع للحزب الشيوعي السوفيتي، وأقيمت كمنافسة للأحزاب الصهيونية والمنظمة العامة للعمال اليهود بروسيا، بهدف قمع اليهودية والقومية البرجوازية وأن تبدل الثقافة اليهودية التقليدية بحضارة طبقة العمال وبهدف فرض الأفكار الدكتاتورية على طبقة العمال اليهودية.
هدف مهم للهيبسيكسيا هو تقليل أهمية العالم اليهودي محاباة للحكم الشيوعي.
المؤتمر الأول التابع للهيسبكسيا قد أقيم في تشرين الأول 1918 وبمعظم أيام إقامتها قد قادها السيد شمعون دمنشتاين (Semyon Dimanstein [الإنجليزية]).
أناس من أصل يهودي قد مثلوا بشكل واسع بالقيادة الروسية الثورية برغم من ذلك معظمهم كانوا معاديين للحضارة اليهودية التقليدية وللأحزاب اليهودية،
وكانوا متحمسين جدا لإثبات ولائهم لأفكار الإلحاد وطبقة العمال الدولية وحاولوا أن يجذروا كل علامة «حضارة يهودية خاصة».
في سنة 1919 سيطروا على مقرات الأحزاب الصهيونية بموسكو وبطرسبرج، اعتُقل أصدقاءهم و أُغلقت جرائدهم، وفي شهر نيسان 1920 حُل الكونغرس الصهيوني الروسي على أيدي نشطاء الهيسبيكسيا والشيكا (وهي اللجنة الخاصة الروسي  للصراع بمقاومي الثورة) 75 ممثلين تم إيقافهم فورا وآلاف من المنتسبين قد بُعثوا للسجن بتهمة التواطؤ ضد الثورة.

## لغات وثقافات

### قمع العبرية
اعتبروا البلاشفة اللغة العبرية كلغه رجعيه"، وذلك لانها ترتبط من جهة مع اليهودية ومن جهة أخرى مع الصهيونية، وقد حظرت رسميا من قبل النركمبروس (تعليم الKEV)في عام 1919 توقفت المجلات والكتب العبرية وصودرت من المكتبات. المعلمين والطلاب الذين حاولوا تعلم اللغة العبرية، تمت محاكمتهم بتهمة "مناهضة للثورة".
مسرح هبيما المشهور كان من المفروض منه ان يحصل على تاكيد رسمي من لنين لاقامته ولكنه اعتبر ك«قن صهيوني» ببداية سنوات ال20, واضطر إلى مغادرة روسيا وليجول حول العالم حتى هاجر إلى إسرائيل في عام 1926.
في عام 1930، ازدادت المخاوف بسبب القمع السوفياتي للثقافة اليهودية، تاملت مجموعة من المفكرين الغربيين التي لم تعتبر معاديه للنظام الشيوعي للتاثير على السياسة اللا يهوديه، واتجهوا إلى الاتحاد السوفياتي في رسالة احتجاج كتبها الكاتب يعقوب كلكسين (Jakob Klatzkin [الإنجليزية]). ومن بين الموقعين كان ألبرت أينشتاين، سلمى لاغرلوف، توماس مان، فرانس فرفل، ستيفان تسفايغ شتيفان تسفايغ، Arnold Zweig أرنولد تسفايغ، آرثر شنابل [العبرية]، ماكس ليبرمان Max Liebermann وإدوارد هيريو.

### اليديشية
أجرى السوفييتين عدد من المحاولات لتشجيع «ثقافة البروليتارية السوفيتية» في لغة اليديشية، كوسيله ضد الثقافة اليهودية التقليدية «البرجوازية» أو ثقافه البروليتاري. بين السنوات 1920-1938 نشرت صحيفة يديشية سوفيتية، "دعر عمعس Der Emes [الإنجليزية] ".
في فترة محدده خلال سنوات ال20 عينت اليديشية كواحدة من أربع لغات رسمية في روسيا البيضاء. خلال سنوات ال 20 وال 30 درست هذه اللغة في العديد من المؤسسات التعليمية في مجال المقر السابق للاليديشية.
ومع ذلك، ابتداءا من عام 1948، بدا الاضطهاد ضد أعضاء من الثقافة اليهودية بمساعدة ستالين. اغتيل رئيس اللجنة اليهودية ضد الفاشية في حادث سيارة تم تنظيمه من قبل أفراد الشرطة السرية السوفيتية.
في عام 1949 تم القبض على بعض أعضاء اللجنة اليهودية ضد الفاشية، وهم البارزين في المجتمع اليهودي بالاتحاد السوفياتي، والذين اتهموا بعدم الولاء للسلطة، بإدارة الدعاية المعادية للشيوعية والتآمر لخلق الجمهورية اليهودية في شبه جزيرة القرم.في أغسطس 1952 اعدم13 من أعضاء اللجنة في وبذلك عرف كازالة لقتلة شهداء الاتحاد السوفيتي. تم قمع الثقافة اليهودية، ومكانتها للغة الايديشية صغرت وتقلصت.

## التغيير ضد اليبسكتسيا
لسنوات عديدة كان هناك بالجمهور اليهودي الواسع (باستثناء الشيوعيين ودوائر المتعاطفين معهم) وفي عدد كبير من التأريخ اليهودي موقف سلبي متطرف، أو على الأقل نقدي للغاية حول اليبيسكتسيا
مصطلح «يبيسكي» الذي بدأ ظاهريا كإشارة لاشخاص فعالون أو ينتمون لليبسكتسيا، أصبحت في نهاية المطاف عبارة اهانة تحمل بمعناها السلبي للخيانة الوطنية. على سبيل المثال: معجم الأسماء والمصطلحات في كتاب هشومير هتسعير عام 1956 (المجلد، الصفحة 857 I) تنص على أن هذا المصطلح يستخدم للإشارة إلى «الشيوعيين اليهود العلمانيين، الذين يعارضون عداء الصهيونية للثقافة العبرية»
كل هذا، بالإضافة إلى الاضطرابات التي حدثت داخل الشعب اليهودي نتيجة للمحرقة النازية وانشاء دولة إسرائيل، التي ادت إلى الانخفاض الحاد للنقاش الأيديولوجي الذي جرى على مدى سنوات عديدة بين الجالية اليهودية من الصهاينة وغيرهم وبين الشيوعيين بشكل عام واليبسكتسيين بشكل خاص. ولانه يمكن اعتبارها لدغة من الجدل المرير والمستمر، والتي أصبحت من الأمور المهمة إلى حد كبير في التاريخ، فمن الأسهل الآن مناقشة كل منها بوجهة نظر تاريخية واقعية ومن دراسة الحالة الفعلية للأمور.

## ولادة الاقسام اليهودية (السكتسيا)
ولادة من الاقسام [القطاعات/ السكتسيات] اليهودية في الحزب الشيوعي الروسي بدأ في عام 1918، في حين أن الصراع الداخلي العنيف داخل الحزب دار بشأن هذه المسألة. بينما تذكر اللجنة المركزية ياكوف سفيردلوف والذي يعارض بشدة إنشاء إطار تنظيمي مستقل للعمل اليهودي، لهذا وافق لينين، وذلك على ما يبدو من خلال حسابات منفعية بحتة، وهذه الأطر قد تعزز الدعاية الشيوعية بين السكان اليهود. واحد من المبادرين لفكرة الاقسام اليهودية هو رئيس القسم اليهودي شمعون ديمانشتايين، وأوضح ضرورتها أيضا «عبر خصائص اللغة وعبر الاختلافات النفسية بين العامل اليهودي والعامل الروسي»، في نفس الوقت، وفي الايام التي تلتها العديد من الناشطين الشيوعيين اليهود، الذين لم يوافقوا على خفض درجة اليبسكتسيا من أداء الجهاز العملي فقط للحزب الشيوعي، وطلب أن يرى في ذلك «المنظمة التي لديها سياسة الشيوعية اليهودية الخاصة لنفسها.»
وتجدر الإشارة إلى أن اليبسكتسيا لم تكن فقط اختراع اليهود. فهي كانت أيضا لأقليات قومية أخرى، مثل: ليتوانيا، السلاف والبولنديون وغيرهم. وكانت كل اليبسكتسيا قد تكبدت في الحزب الشيوعي في نهاية الحرب العالمية الأولى. لكن في حين أن قيادة الحزب قد أكدت وجودها، وانتشرت عندها الانتقادات وذلك نتيجة لمبدأ البلشفية المعروف أن اليهود ليسوا أمة، وعلى أي حال لا يستحقون المنصب الممنوح لأقليات قومية أخرى. وقد تم تكرار ذلك في فترة وجود اليبيسكتسيا بصيغ مختلفة مثل، «ليس هناك أهداف وطنية لها».
ومع ذلك منحت لليبسكتسيا تأيدات أكثر من أي قسم وطني آخر، وهي: بالإضافة إلى الدعايات، فرض عليها أيضا مهام للاستشارة للمؤسسات السوفييتية في امور يهودية بارزة. من بين الأمور الأخرى، انشأ في قواعد اليبيسكتسيانوفمبر 1920، ان جمهورية أوكرانيا وجمهورية روسيا البيضاء، ليتوانيا («اعمد») والمحافظات فيتبسك، غوميل، سمولينسك وسمارة اماكن يبسكتسيا بكل مكان، حيث هناك لا يقل عن عشرين من أعضاء الحزب الذين يدركون ضرورة وجودها.

## تصفية الهيبسكتسيا
تصفية اليبسكتسيا: انحلت اليبسكتسيا سنة 1920 بعد اقامت المقاطعة اليهوديه المستقله، وبلرغم من ذلك المنتسبين لها اكملوا فعالياتهم اتجاه اليهود في المجال الثقافي والاجتماعي وعندما تفاقم الخط المعادي لليهود بشكل مطلق في الاتحاد السوفيتي اتهم الكثير من المنتسبين بلانحراف القومي وقد احيل البعض منهم للسجون وحتى اعدم البعض بحملة التصفية العرقية الكبيره سويه مع نظرائهم الغير يهود في سنة 1938.